# Jack, a kalóz
A Jack, a kalóz (eredeti címe: Mad Jack the Pirate) 1998-ban bemutatott amerikai rajzfilmsorozat, amelyet Bill Kopp készített. (Ő készítette a Nyekk, a macska című sorozatot is). 

## Cselekmény
A sorozat egy gyáva Jack nevű kalózról szól, aki a "Tengeri csibe" nevű hajón járja a világot. Fosztogat, rabol, és ebben segítségére van társa, egy ütődött patkány, Büdi is.

## Epizódok
| #   | Eredeti cím                                                  | Magyar cím                               | Eredeti premier      | Magyar premier |
| --- | ------------------------------------------------------------ | ---------------------------------------- | -------------------- | -------------- |
| 1.  | The Terrifying Sea Witch Incident                            | A három boszorkány legendás kincse       | 1998. szeptember 12. |                |
| 2.  | The Curse of the Blue Karbunkle                              | A kék karbunkle-ös átka                  | 1998. szeptember 19. |                |
| 3.  | Of Zerzin, Fleebis, Queues and Cures                         | Végzetes kórok és végzetes gyógymódok    | 1998. szeptember 26. |                |
| 3.  | A Knight to Dismember                                        | Lovagias ügy                             | 1998. szeptember 26. |                |
| 4.  | The Strange Case of Angus Dagnabbit!                         | Az arany hágész este                     | 1998. október 3.     |                |
| 4.  | Lights, Camera — Snuk!                                       | Jack, a filmsztár                        | 1998. október 3.     |                |
| 5.  | Happy Birthday to Who?                                       | Boldogtalan születésnap?                 | 1998. október 24.    |                |
| 5.  | Shipwhacked                                                  | A lakatlan sziget                        | 1998. október 24.    |                |
| 6.  | The Horror of Draclia                                        | Darclia kastélya                         | 1998. október 31.    |                |
| 7.  | The Treasure of the Headless, Left-Handed, Peatmoss Salesman | A fejetlen balkezes tőszeg ügynök kincse | 1998. november 7.    |                |
| 7.  | 999 Delights                                                 | A 999 öröm kastélya                      | 1998. november 7.    |                |
| 8.  | The Alarming Snow Troll Encounter                            | A riasztó hó troll incidens              | 1998. november 17.   |                |
| 8.  | The Case of the Crabs                                        | Kagylók és rákok                         | 1998. november 17.   |                |
| 9.  | Jack the Dragon Slayer                                       | Jack, a sárkány vadász                   | 1998. december 12.   |                |
| 9.  | Captain Snuk                                                 | Büdi kapitány                            | 1998. december 12.   |                |
| 10. | The Island of Pink and Fuzzy                                 | A rózsaszín és bodros sziget             | 1999. február 6.     |                |
| 10. | Uncle Mortimer                                               | Mortimer bácsi                           | 1999. február 6.     |                |
| 11. | The Great Kapow!                                             | A nagy Kapó                              | 1999. február 13.    |                |
| 11. | The Snuk, the Mad and the Ugly                               | A jó, a rossz és a büdi                  | 1999. február 13.    |                |
| 12. | Attack of the Man-Eating, Green Gorillas                     | Az ember evő zöld gorillák támadása      | 1999. február 20.    |                |
| 12. | The Johnny of the Lamp                                       | Johnny lámpása                           | 1999. február 20.    |                |
| 13. | Mad Jack and the Beanstalk                                   | Az óriás bab                             | 1999. február 27.    |                |
| 13. | The Curse of the Mummy's Toe                                 | A múmia lábujjának átka                  | 1999. február 27.    |                |

## Szereposztás
| Szereplő     | Eredeti hang | Magyar hang   |
| ------------ | ------------ | ------------- |
| Veszett Jack | Bill Kopp    | Rékasi Károly |
| Büdi         | Billy West   | Fekete Zoltán |
| Fess Filkó   | Jess Harnell | Rosta Sándor  |
| Narrátor     |              | Papp János    |

## Magyar stábtagok
A szinkront a Fox Kids megbízásából a Masterfilm Digital késztítette.
Magyar szöveg: Szojka László
Hangmérnök: Bauer Zoltán
Gyártásvezető: Németh Piroska
Szinkronrendező: Zákányi Balázs
Felolvasó: Tóth G. Zoltán
Megrendelő: Fox Kids
Szinkronstúdió: Masterfilm Digital Kft.

## Közvetítés
Az USA-ban 1998. szeptember 12-től 1999. február 27-ig vetítették. A rajzfilm a Fox Kids számára készült, így az egész világon az a csatorna vetítette, majd később az utódja, a Jetix. Magyarországon 2000-től vetítette a Fox Kids, majd átnevezése után a Jetix. 2003-ban a TV2 is műsorára tűzte a Fox Kids nevű hétvégi reggeli műsorblokkjában.